# Ted Kitchel
Ted Daniel Kitchel (ur. 2 listopada 1959 w Howard) – amerykański koszykarz, występujący na pozycji niskiego skrzydłowego.
W 2015 zdiagnozowano u niego chorobę Parkinsona.
Jego córka, Mackenzie, grała w siatkówkę na uczelni Ball State.

## Osiągnięcia
Na podstawie, o ile nie zaznaczono inaczej.
NCAA
- Mistrz:
  - NCAA (1981)
  - turnieju National Invitation Tournament (NIT – 1979)
- Uczestnik rozgrywek:
  - Sweet 16 turnieju NCAA (1980, 1981, 1983)
  - II rundy turnieju NCAA (1980–1983)
- Mistrz sezonu regularnego konferencji Big 10 (1980, 1981, 1983)
- Zaliczony do:
  - I składu Big Ten (1982, 1983)
  - III składu All-American (1982 przez UPI, 1983 przez NABC)
  - Galerii Sław Koszykówki stanu Indiana – Indiana Basketball Hall of Fame (1996)

Reprezentacja
- Wicemistrz świata (1982)[3][4]